# Willibrord

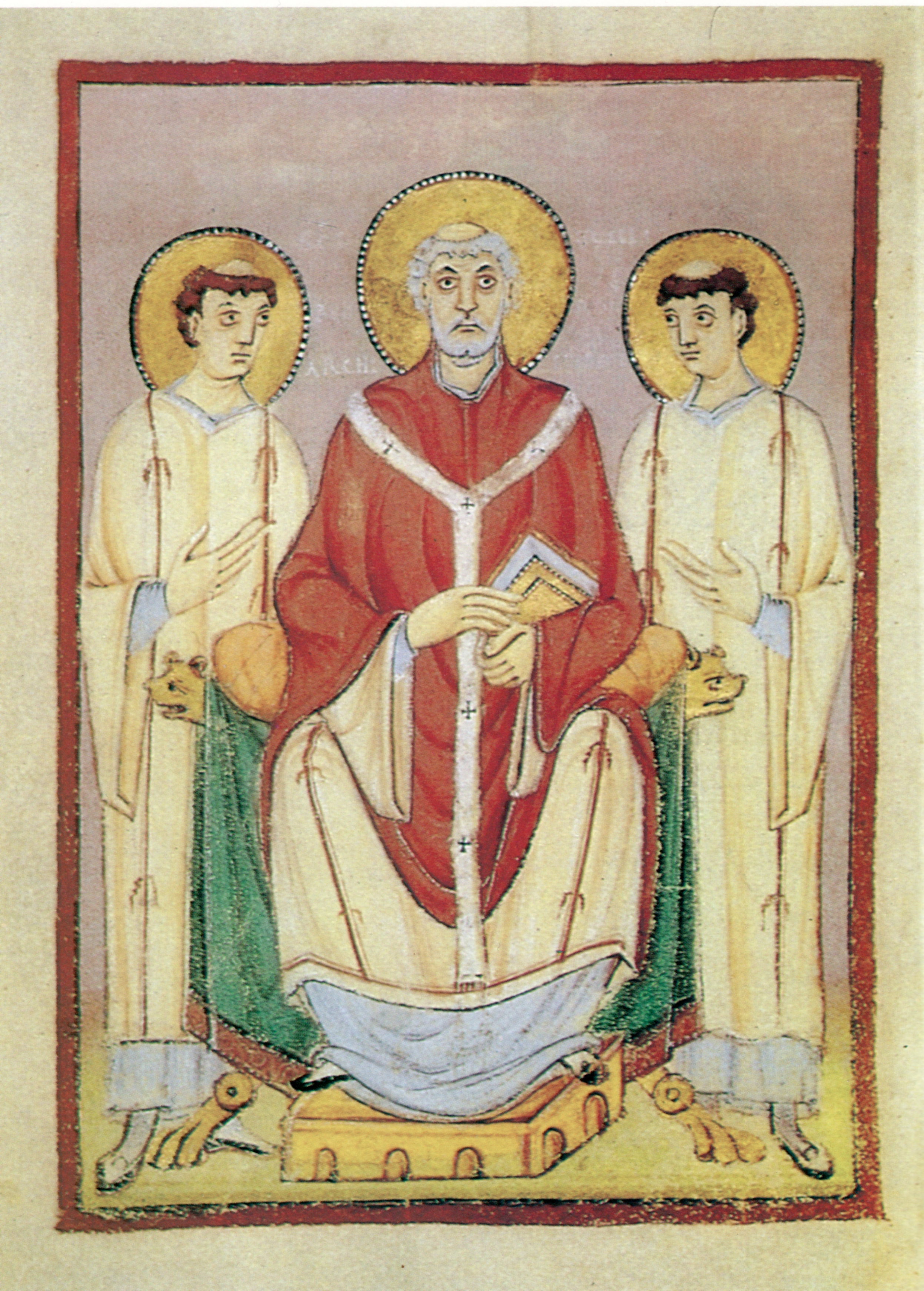
Heiliger Willibrord. Buchmalerei aus dem Umfeld des Meisters des Registrum Gregorii (teilweise auch dem Meister zugeschrieben), Trier um 1000 (Paris, Bibliothèque Nationale, Lat. 10510)

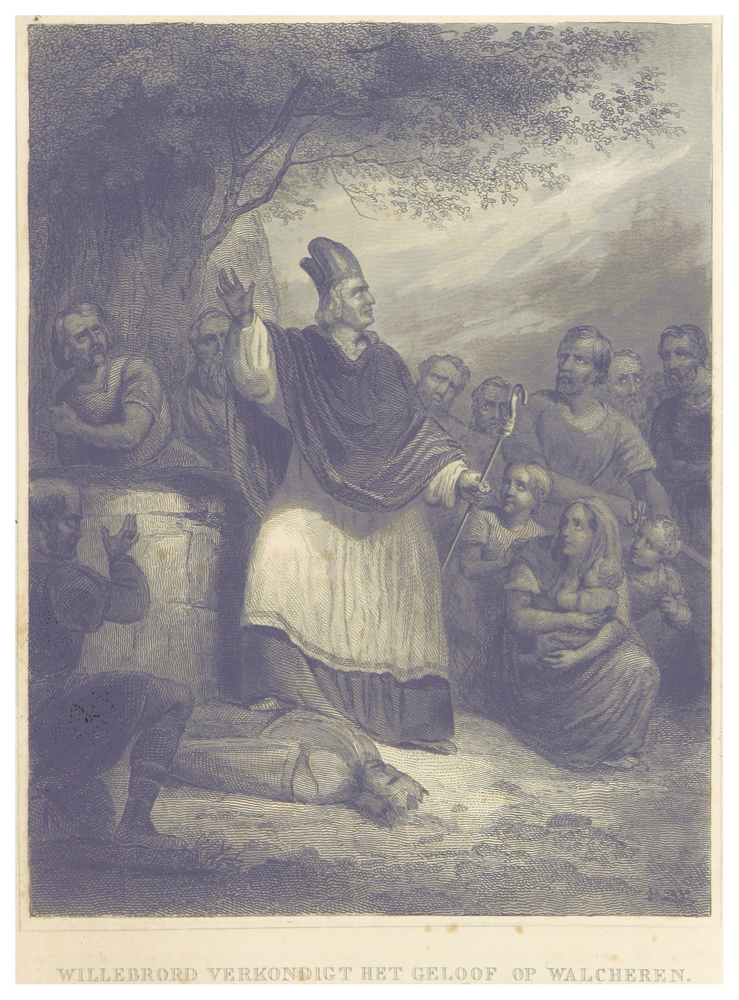
Willibrord missioniert in Friesland – aus Arend Geschichte der Niederlande, Band 1 (1840)

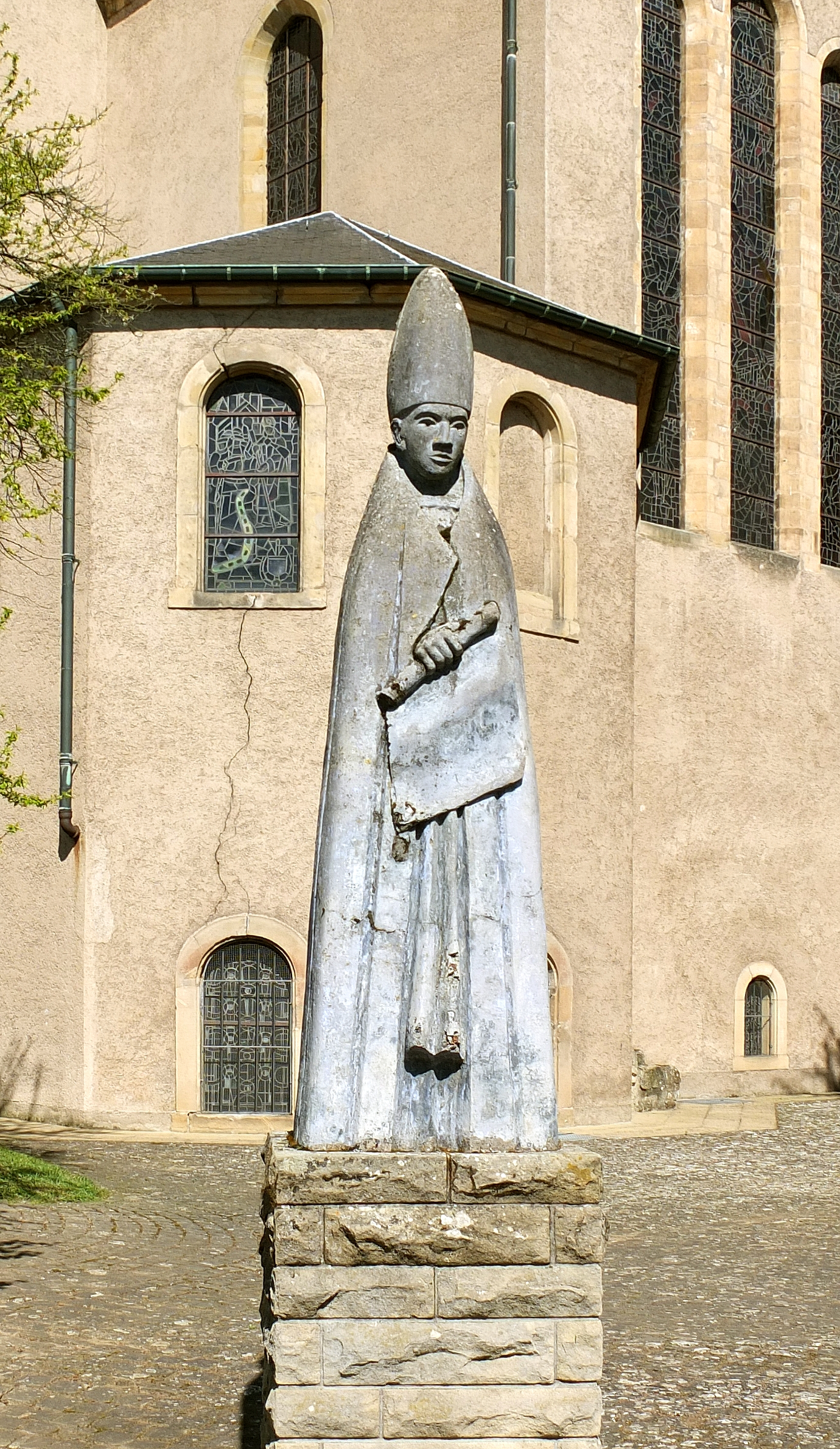
Statue des heiligen Willibrord in Echternach

Willibrord-Statue (Eichenholz) in der Basilika in Echternach

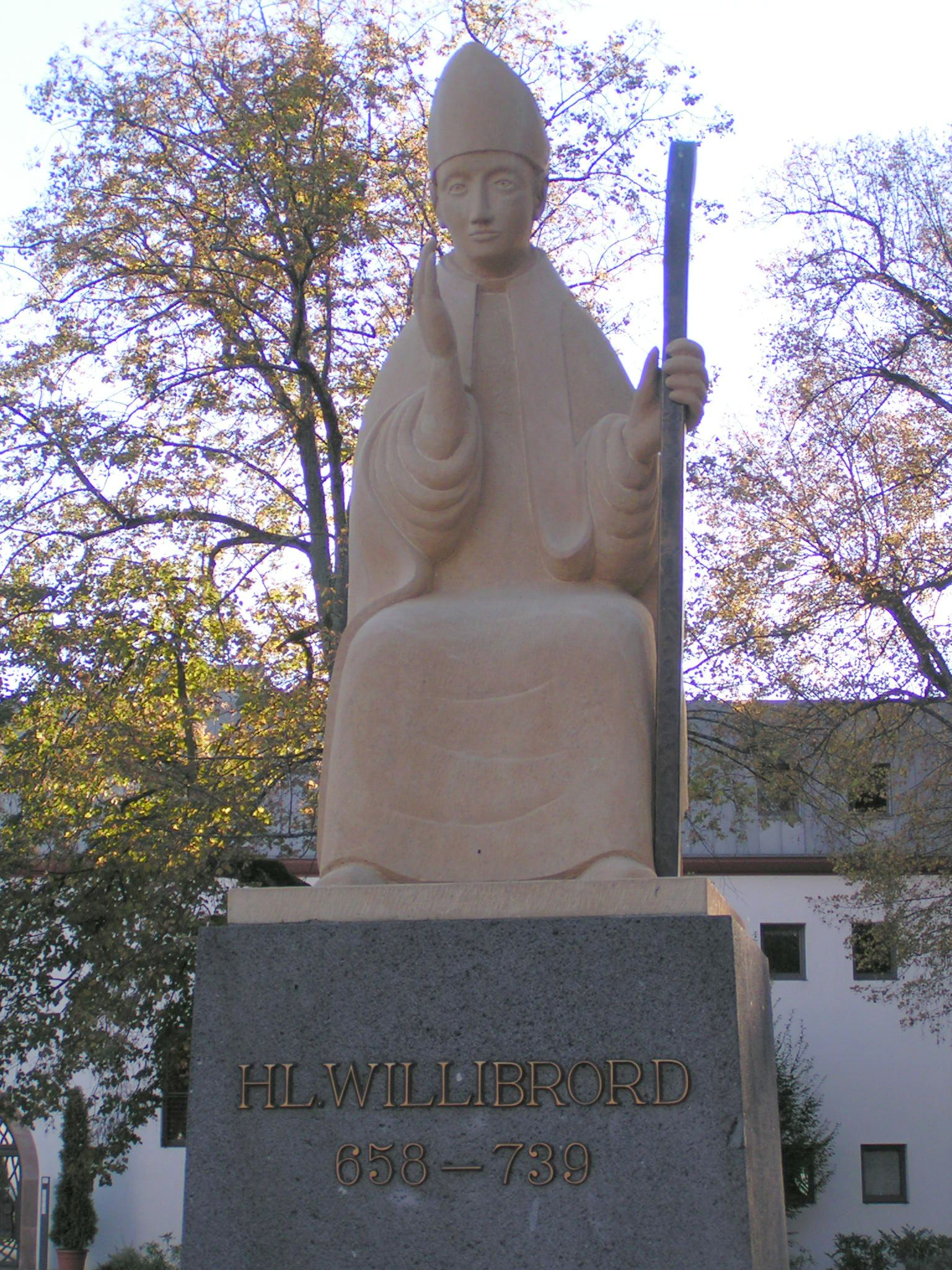
Denkmal für Willibrord in Trier

Der Willibrord (Villibrordus) (* um 658 in Northumbria, später England; † 7. November 739 in Echternach) war ein angelsächsischer Missionar, Gründer des Bistums Utrecht und des Klosters Echternach. Oftmals wird der heiliggesprochene Willibrord als „Apostel der Friesen“ bezeichnet.

## Werdegang
Sein zum Christentum konvertierter Vater Wilgis (oder Hilgis) war ein Angliter oder, wie Alkuin ihn bezeichnete, ein Sachse aus Northumbria. Nach einer Erziehung im englischen Benediktinerkloster Ripon trat Willibrord 678 in das irische Benediktinerkloster Rathmelsigi ein, das in Connacht gelegen haben soll.
Zusammen mit elf Gefährten – unter ihnen auch Suitbert, der Gründer des Klosters Kaiserswerth – zog er im Jahr 690 nach Friesland. Politisch gestützt auf den fränkischen Hausmeier Pippin den Mittleren konnte Willibrord zunächst in der fränkisch beherrschten Fresia citerior (entspricht dem diesseitigen Friesland bis hin zum Lek und einigen Gebieten südlich davon) missionieren. Ausgangspunkt für die Mission war vermutlich Antwerpen mit der vom aquitanischen Missionsbischof Amandus errichteten Peter-und-Paul-Kirche.

## Historischer Kontext
In der zweiten Hälfte des 7. Jahrhunderts bildete wahrscheinlich der Unterlauf der Maas die fränkisch-friesische Grenze. Die Eroberungen Pippins von 690 führten indes noch nicht zu einer (Wieder-)Inbesitznahme Utrechts. Dies ermöglichte erst ein zweiter Friesenfeldzug des Vorvaters der Karolinger im Jahr 695, der vielleicht durch Spannungen zwischen frankenfreundlichen Gruppen des friesischen Adels (Wursing) und Radbod verursacht wurde und in der Schlacht bei Dorestad gipfelte. Von nun an war Friesland vermutlich bis zum Vliestrom (zwischen Vlieland und Terschelling) fränkisch, worauf nicht zuletzt das Wirken des Willibrord-Helfers Adalbert in Egmond und die alte Grenzfunktion des Vlie weist. Zwischen Pippin und Radbod herrschte in der Folgezeit zumindest partielles Einvernehmen, das die Rückkehr christlich-friesischer Emigranten ermöglichte.

## Friesenmission
Die besondere Bedeutung der Mission Willibrords lag darin, dass er mit dem iro-schottischen Ideal der asketischen Heimatlosigkeit der Wandermönche brach. Dieses Peregrinationsideal war unter den englischen Missionaren in Schweden noch lange wirksam: Der heilige Eskil († 1080) glaubte noch, dem Himmel umso näher zu kommen, je weiter er sich von der Heimat entfernte. Bei Willibrord trat an die Stelle dieses alten Missionsideals die Zusammenarbeit mit dem fränkischen Hausmeier und dem Papsttum, die Eingliederung des Missionars in den Reichsverband und die Einbindung in die päpstliche Missionsvollmacht durch Erwerb des erzbischöflichen Titels. Ein Zeichen dieser Einbindung ist auch, dass Pippin ihn mit unterstützender Einmütigkeit aller (favente omnium consensu) nach Rom sandte.
Im November 695 hielt sich der Missionar zum zweiten Mal (nach 692) in Rom auf und wurde dort auf Verlangen Pippins von Papst Sergius I. (687–701) zum reisenden Erzbischof ins friesische Volk (lat.: in gentem Frisonem) geweiht – gemäß dem römisch-universalmissionarischen Ansatz einer Bekehrung des gesamten friesischen Volkes. Durch Änderung seines Namens in „Clemens“ trat er in die Familiaritas des Römischen Stuhls ein. Der (Metropolitan-)Bischofssitz der solcherart begründeten, der römischen Kirche unterstellten friesischen Kirchenprovinz war zu diesem Zeitpunkt vielleicht schon und sicher im Einvernehmen mit Pippin als Utrecht bestimmt. Auf jeden Fall hat Willibrord kurz nach 695/696 den Ort als Zentrum der neuen friesischen Kirchenorganisation zugewiesen bekommen. Er übertrug dabei die in England entwickelte Lehre, ein Erzbischof müsse, um seine Funktion erfüllen zu können, als Zeichen der Teilhabe an der Machtfülle des Papstes das Pallium erhalten, auf den Kontinent und leitete damit einen neuen Abschnitt päpstlicher Bevollmächtigungen ein. In England war diese Ansicht bereits seit Gregor dem Großen gefestigt. Dem Erzbischof stand die Gründung neuer Diözesen zu, und er war das Bindeglied zwischen den Diözesanbischöfen und dem Papst. Diese Ansicht setzte sich mit den nachströmenden Missionaren aus England, unter ihnen Bonifatius, auch auf dem Kontinent durch.
Von hier aus entwickelten sich die kirchlichen Strukturen und das Christentum weiter unter dem Schutz der fränkischen Herrschaft (Ansiedlung von Franken (homines Franci)) und unter Einbeziehung der gesellschaftlichen Eliten, während außerhalb des Machtbereichs des Hausmeiers das heidnische Friesland des Kleinkönigs Radbod weiterhin Bestand hatte. Willibrord begab sich um 700 zu ihm, wurde dort zwar freundlich aufgenommen, aber die Missionsbemühungen hatten zunächst keinen Erfolg.
In Würzburg (Castellum Virteburh) schenkte Herzog Heden II. Willibrord am 1. Mai 704 Besitztümer in Thüringen, in Arnstadt (Arnestati), Mühlberg (Mulenberge) und Großmonra (Monhore). Am 18. April 716 übergab der Herzog ihm in Hammelburg (ad Hamulo castellum), sein dortiges Erbgut zur die Errichtung eines Klosters.
Die Mission Willibrords wurde durch den Tod Pippins im Jahr 714 unterbrochen. Damals gelang es Radbod unter Ausnutzung der innerfränkischen Wirren, große Teile des fränkisch beherrschten Frieslands zurückzuerobern. Erst als sich – gegen den Widerstand der Plektrud – Karl Martell (714–741) als Hausmeier und princeps durchsetzen konnte, gelang 722 die Wiedereroberung des ehemals fränkischen Frieslands. Dem Feldzug folgten in den Jahren 733 und 734 weitere, mit denen die fränkischen Herrschaft bis zur Lauwers ausgedehnt wurde. Dadurch konnte Willibrord Mission und Christianisierung nach jahrelanger Unterbrechung wieder aufnehmen. Im Jahr 716 kam es dabei kurzfristig auch zu einer Zusammenarbeit mit Bonifatius, mit dem er sich aber nicht gut verstand. Nur in Dänemark wurde die Missionierung erst unter Ludwig dem Frommen wieder aufgenommen, da Karl der Große diese in nicht unterworfenen Gebieten ablehnte.
Willibrord brachte 690 auch den Kult des Hl. Oswald mit nach Friesland, der sich von dort aus weiter verbreitete.

## Rückzug nach Echternach

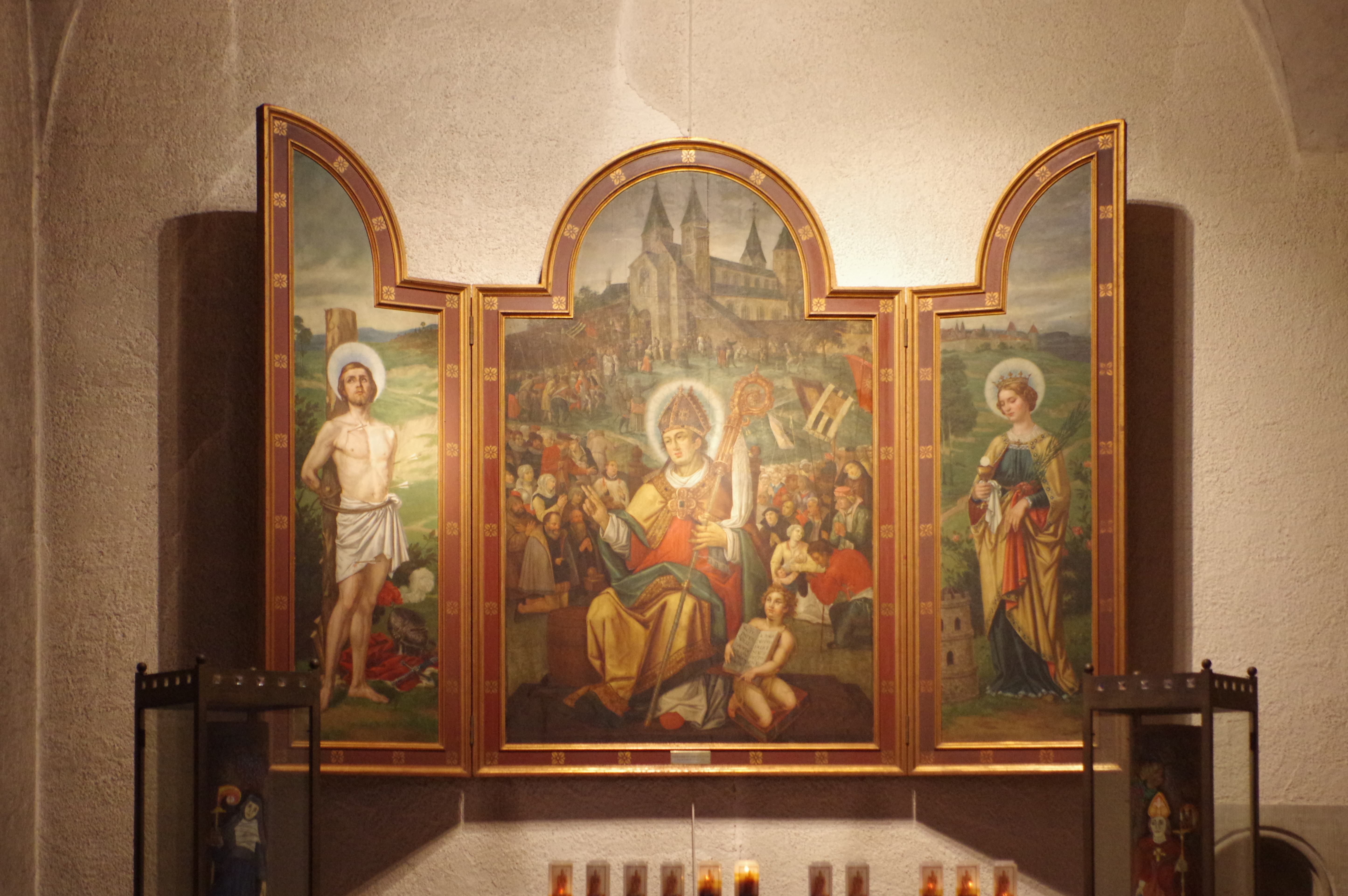
Willibrord-Altarbild in der Basilika in Echternach

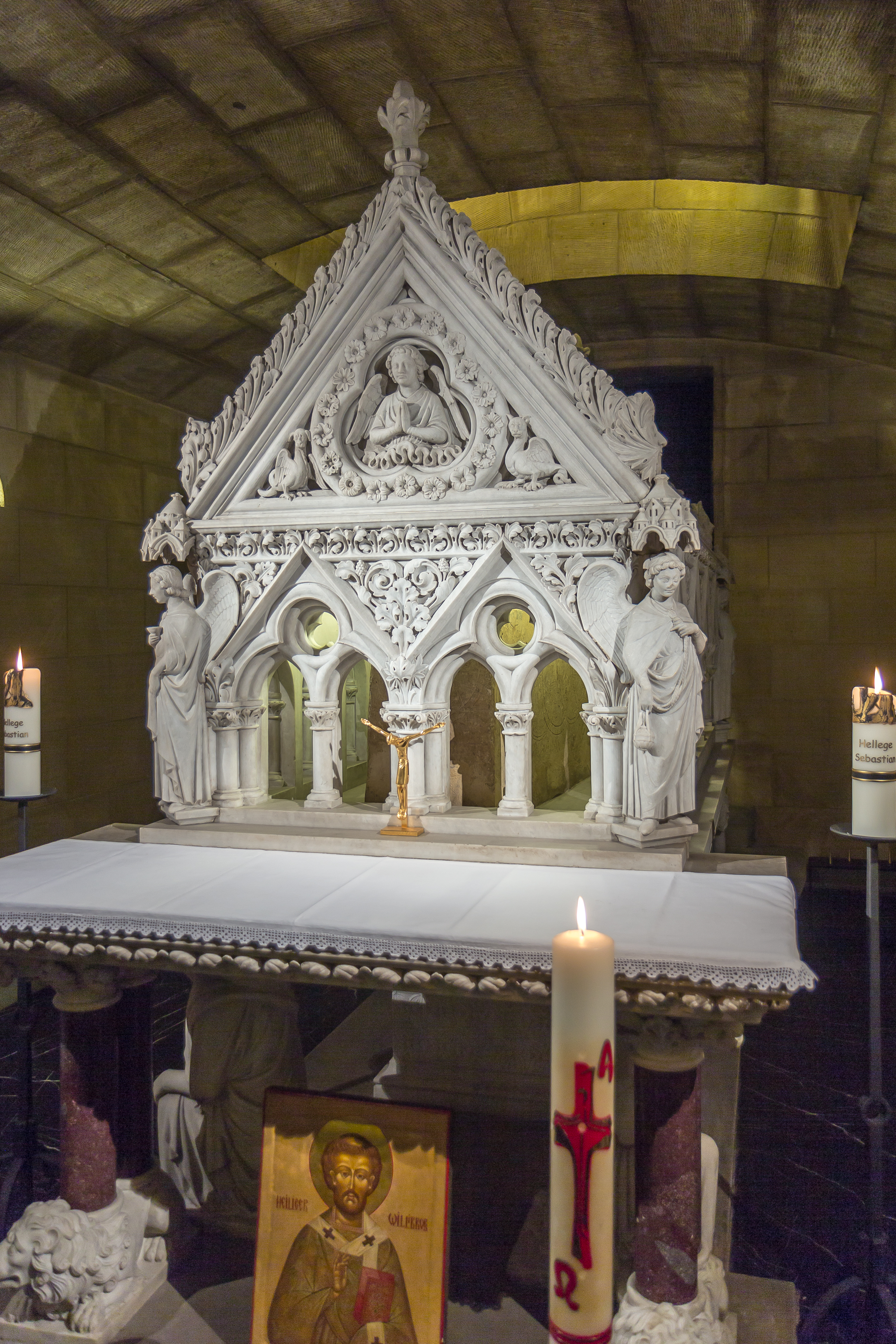
Sarkophag für Willibrord in der ihm geweihten Basilika in Echternach

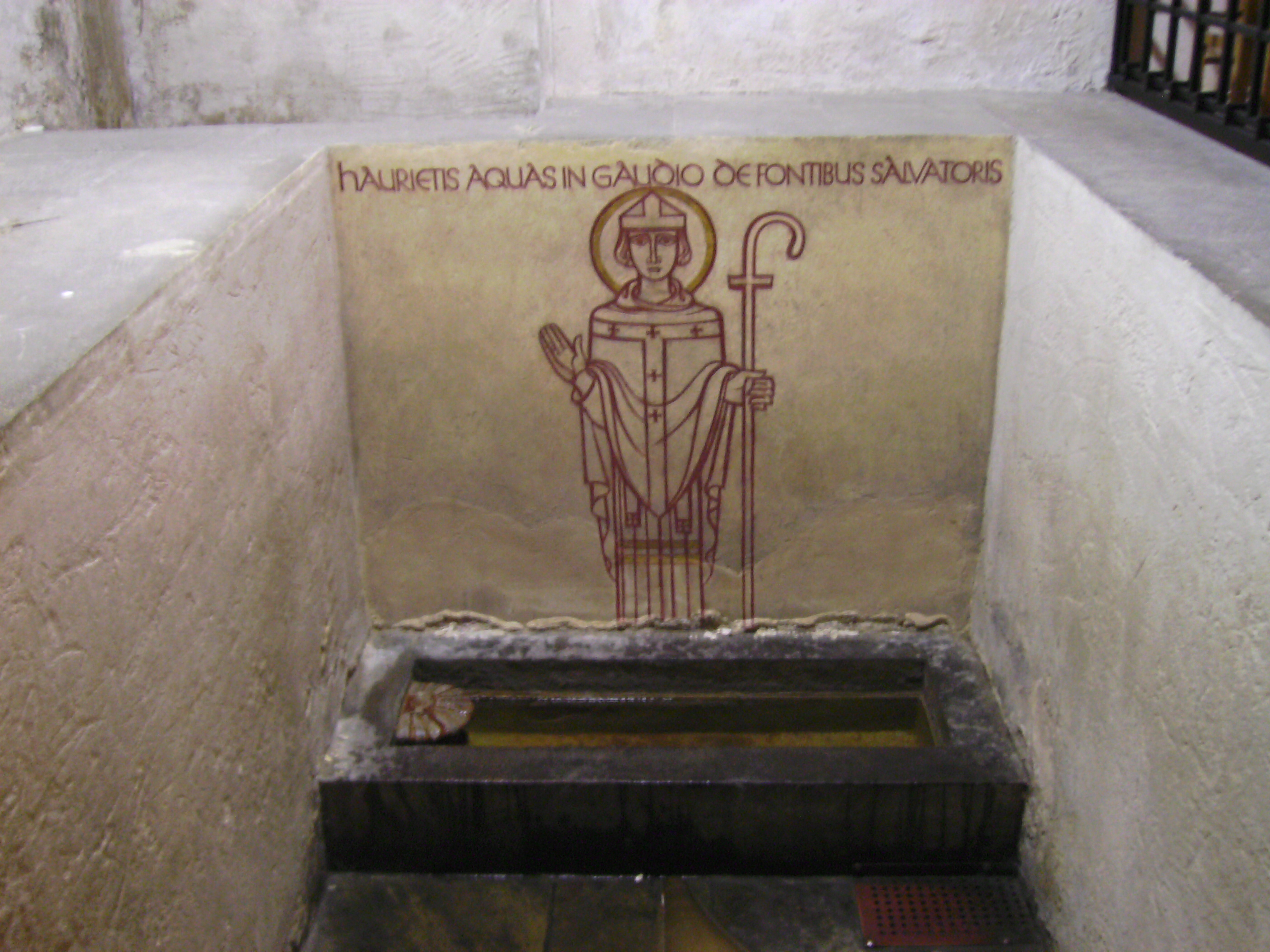
Willibrord-Quelle in der Krypta der Basilika in Echternach

Willibrord verbrachte immer mehr Zeit in seinem Kloster Echternach, das er 697/698 auf Basis einer Schenkung der Irmina von Oeren gegründet hatte und dem er umfangreichen Besitz – unter anderem in Friesland und Thüringen – zuwies und wo er auch in der Nacht vom 6. zum 7. November 739 verstarb. Im Chorraum seiner Klosterkirche wurde der Missionar – gemäß seinem Testament von 726 – begraben und alsbald in Echternach als Heiliger verehrt.
Jedes Jahr am Dienstag nach Pfingsten findet in Echternach die Echternacher Springprozession statt. Bei dieser religiösen Prozession „springen“ die Teilnehmer zu Polkamelodien in Reihen durch die Straßen der Stadt bis zum Grab des Heiligen Willibrord in der Echternacher Basilika. Diese Prozession wurde von der UNESCO 2010 in die Liste des immateriellen Kulturerbes der Menschheit aufgenommen.

## Gedenktag
Der 7. November ist Willibrords Gedenktag für folgende Kirchen:
- Evangelische Kirche in Deutschland
- Anglikanische Gemeinschaft[3]
- Römisch-katholische Kirche
- Orthodoxe Kirchen
- Altkatholische Kirche

Am 7. November 2015 ernannte der Erzbischof von Luxemburg, Jean-Claude Hollerich, Willibrord zusätzlich zum Hl. Tarzisius und damit zum Schutzpatron der Messdiener Luxemburgs.

## Willibrord als Namensgeber
Der ehemals zum Kloster Echternach gehörige Willibrordi-Dom in Wesel wie auch weitere Willibrordkirchen wurden im deutschsprachigen Raum nach ihm benannt. Auch das St. Willibrord-Gymnasium in Bitburg in der Südeifel trägt seinen Namen.
Eine Gedenktafel über ihn befindet sich in der Walhalla in Donaustauf.
In Utrecht, wo Willibrord Ende des 7. Jahrhunderts zum Bischof geweiht wurde, trägt die Sankt Willibrordkirche seinen Namen.

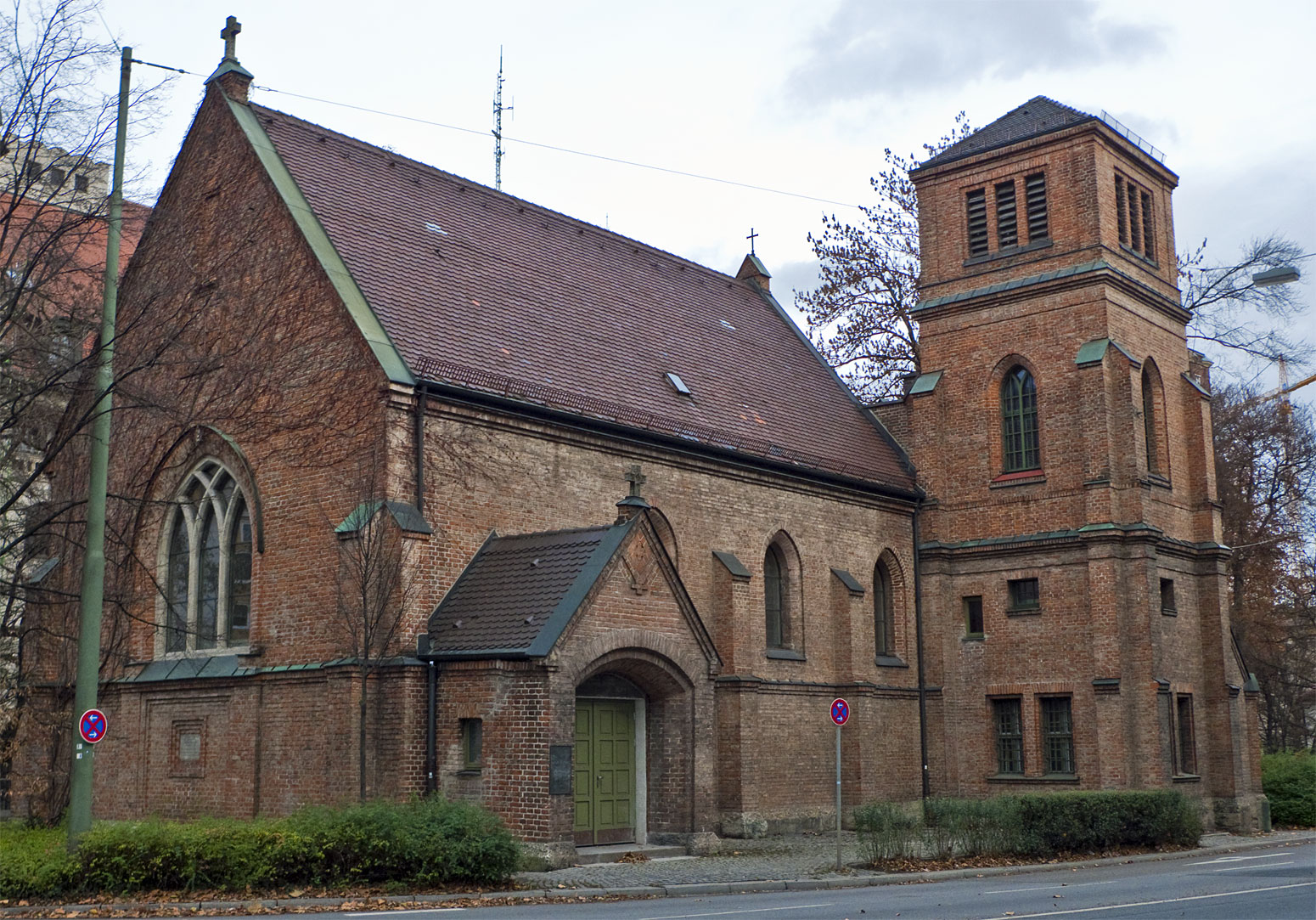
St. Willibrord in München

In München trägt ein Kirchengebäude der altkatholischen Kirche den Namen des Heiligen. Für das – heute unter Denkmalschutz stehende Gebäude – erfolgte 1911 die Grundsteinlegung als Kirche für englischsprachige Personen anglikanischen Glaubens und war dem heiligen Georg geweiht. Nach dem Ersten Weltkrieg wurde die Kirche von der alt-katholischen Gemeinde in München zunächst gemietet und erhielt den Namen St. Willibrord. 1932 erwarb die Kirchengemeinde das Gebäude.